# SIE Santa Monica Studio

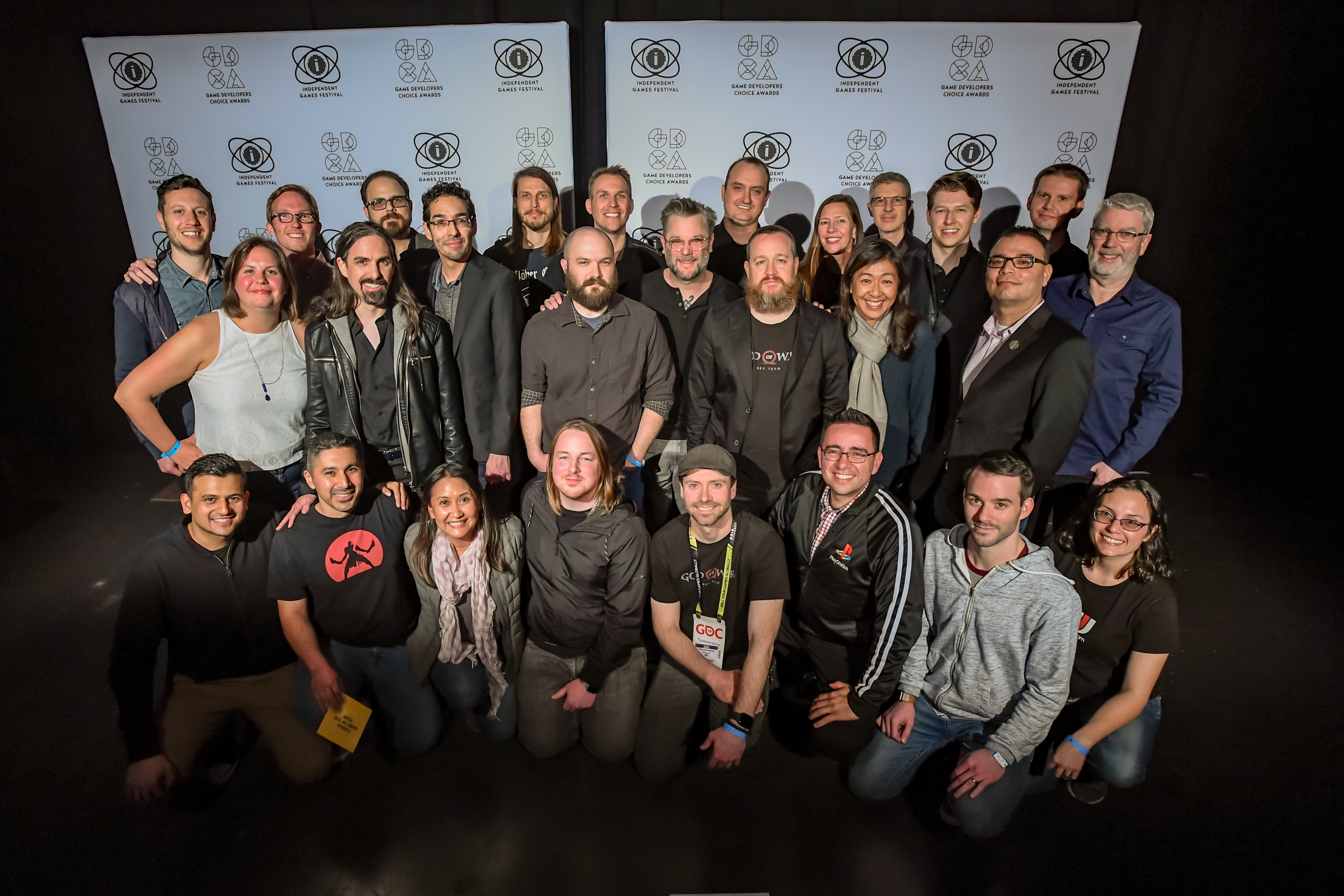
Santa Monica Studio en los Game Developers Choice Awards de 2019

SIE Santa Monica Studio es un desarrollador de videojuegos estadounidense con sede en Los Ángeles. Un estudio propio de Sony Interactive Entertainment, es conocido por desarrollar la serie God of War. El estudio fue fundado en 1999 por Allan Becker y estuvo ubicado en Santa Mónica, California, hasta que se mudó a Playa Vista en 2014.

## Historia
Santa Monica Studio fue fundado en 1999 por Allan Becker, un antiguo empleado de Sony que quería "escaparse del grupo corporativo Foster City" de Sony Computer Entertainment. El estudio se estableció en una oficina al lado del desarrollador Naughty Dog antes de mudarse a un edificio de ladrillos en los suburbios de Santa Mónica, California. El edificio de Penn Station estaría ocupado durante quince años. Para su primer juego, el título de carreras Kinetica, Santa Monica Studio decidió omitir la consola PlayStation y, en su lugar, creó el juego para la próxima sucesora de la consola, la PlayStation 2. Se desarrolló un motor de juego "para darle a [PlayStation 2] algunas piernas" para Kinetica y futuros lanzamientos. Si bien el juego se desarrolló durante la fase de creación de equipos del estudio, la productora Shannon Studstill se centró en el lanzamiento del juego para demostrarle a Sony que Santa Monica Studio era capaz de entregar un producto a tiempo y dentro del presupuesto. Kinetica se estrenó a tiempo en 2001, y el estudio se mantuvo por debajo del presupuesto asignado. Después de la publicación, Santa Monica Studio pasó a su próximo proyecto, God of War, mientras reutilizaba el motor de Kinetica.
El grupo External Development, un departamento dentro de Santa Monica Studio separado de los equipos de desarrollo internos, actúa como editor de videojuegos e incubadora de negocios para estudios de videojuegos independientes, en particular Thatgamecompany y su juego Journey. Otros equipos incubados incluyen Broodworks, Eat Sleep Play, Fun Bits, Giant Sparrow, Incognito Entertainment, Q-Games y Ready at Dawn. Becker dejó Santa Monica Studio en 2011. Para marzo de 2012, Becker se había unido a Japan Studio de Sony, mientras que Shannon se convirtió en "Directora sénior de desarrollo de productos" de Santa Monica Studio. En enero de 2014, Santa Monica Studio anunció que se mudaría de sus oficinas de Penn Station a The Reserve, una instalación de 20 acres en Jefferson Boulevard en Playa Vista, Los Ángeles. Los 30.000 pies cuadrados (2.800 m²) de espacio para oficinas eran "cuatro o cinco veces más grandes" que su oficina anterior en Santa Mónica, según Studstill. En ese momento, el estudio empleaba a unas 240 personas. Un número no revelado de empleados fue despedido en febrero de ese año debido a la cancelación de una nueva propiedad intelectual, incluido Stig Asmussen, quien dirigió el proyecto cancelado. La reubicación del estudio se completó el 22 de julio de 2014, junto con un nuevo logotipo, denominado SMS "Vanguard".
En marzo de 2020, Studstill dejó Santa Monica Studio para dirigir un nuevo estudio de desarrollo bajo Stadia. Posteriormente, un antiguo empleado y anterior director de desarrollo de productos de Santa Monica Studio, Yumi Yang, fue nombrado jefe de estudio del desarrollador.

## Juegos desarrollados
| Año  | Título                | Plataforma(s)                                  |
| ---- | --------------------- | ---------------------------------------------- |
| 2001 | Kinetica              | PlayStation 2                                  |
| 2005 | God of War            | PlayStation 2, PlayStation 3, PlayStation Vita |
| 2007 | God of War II         | PlayStation 2, PlayStation 3, PlayStation Vita |
| 2010 | God of War III        | PlayStation 3, PlayStation 4                   |
| 2013 | God of War: Ascension | PlayStation 3                                  |
| 2018 | God of War            | PlayStation 4, Microsoft Windows               |
| 2022 | God of War: Ragnarök  | PlayStation 4, PlayStation 5                   |

## Juegos de desarrollo externo
| Año  | Título                                       | Desarrolladora           |
| ---- | -------------------------------------------- | ------------------------ |
| 2001 | Twisted Metal: Black                         | Incog Inc. Entertainment |
| 2001 | Twisted Metal: Small Brawl                   | Incog Inc. Entertainment |
| 2002 | Twisted Metal Black: Online                  | Incog Inc. Entertainment |
| 2003 | War of the Monsters                          | Incog Inc. Entertainment |
| 2003 | Downhill Domination                          | Incog Inc. Entertainment |
| 2005 | The Con                                      | Think & Feel Inc.        |
| 2005 | Twisted Metal: Head-On                       | Incognito Entertainment  |
| 2005 | Neopets: The Darkest Faerie                  | Idol Minds               |
| 2006 | Blast Factor                                 | Bluepoint Games          |
| 2007 | Flow                                         | Thatgamecompany          |
| 2007 | Calling All Cars!                            | Incognito Entertainment  |
| 2007 | Warhawk                                      | Incognito Entertainment  |
| 2007 | PixelJunk Racers                             | Q-Games                  |
| 2007 | Everyday Shooter                             | Queasy Games             |
| 2008 | PixelJunk Monsters                           | Q-Games                  |
| 2008 | Twisted Metal Head-On: Extra Twisted Edition | Eat Sleep Play           |
| 2008 | God of War: Chains of Olympus                | Ready at Dawn            |
| 2008 | PixelJunk Monsters Encore                    | Q-Games                  |
| 2008 | PixelJunk Eden                               | Q-Games                  |
| 2008 | Linger in Shadows                            | Plastic                  |
| 2009 | Flower                                       | Thatgamecompany          |
| 2009 | PixelJunk Eden Encore                        | Q-Games                  |
| 2009 | Fat Princess                                 | Titan Studios            |
| 2009 | PixelJunk Monsters Deluxe                    | Q-Games                  |
| 2009 | .detuned                                     | Farbrausch               |
| 2009 | God of War Collection                        | Bluepoint Games          |
| 2009 | PixelJunk Shooter                            | Q-Games                  |
| 2010 | Fat Princess: Fistful of Cake                | Super Villain Studios    |
| 2010 | PixelJunk Racers 2nd Lap                     | Q-Games                  |
| 2010 | God of War: Ghost of Sparta                  | Ready at Dawn            |
| 2011 | PixelJunk Shooter 2                          | Q-Games                  |
| 2011 | PixelJunk Sidescroller                       | Q-Games                  |
| 2011 | God of War: Origins Collection               | Ready at Dawn            |
| 2011 | Carnival Island                              | Magic Pixel Games        |
| 2012 | Twisted Metal                                | Eat Sleep Play           |
| 2012 | Escape Plan                                  | Fun Bits                 |
| 2012 | Journey                                      | Thatgamecompany          |
| 2012 | Starhawk                                     | LightBox Interactive     |
| 2012 | Datura                                       | Plastic                  |
| 2012 | PixelJunk 4am                                | Q-Games                  |
| 2012 | Sorcery                                      | The Workshop             |
| 2012 | Sound Shapes                                 | Queasy Games             |
| 2012 | The Unfinished Swan                          | Giant Sparrow            |
| 2012 | PlayStation All-Stars Battle Royale          | SuperBot Entertainment   |
| 2014 | Hohokum                                      | Honeyslug                |
| 2015 | Fat Princess: Piece of Cake                  | One Loop Games           |
| 2015 | God of War III Remastered                    | Wholesale Algorithms     |
| 2015 | The Order: 1886                              | Ready at Dawn            |
| 2015 | Everybody's Gone to the Rapture              | The Chinese Room         |
| 2015 | Fat Princess Adventures                      | Fun Bits                 |
| 2016 | Bound                                        | Plastic                  |
| 2016 | Here They Lie                                | Tangentlemen             |